# Canté
Canté è un comune francese di 202 abitanti situato nel dipartimento dell'Ariège nella regione dell'Occitania.

## Storia

### Simboli
Lo stemma comunale è stato adottato il 22 marzo 2024.
L'ascia d'armi è attribuito di sant'Eutropio, patrono della parrocchia. Le chiavi ricordano papa Benedetto XII, nato a Canté; lo smalto di verde simboleggia l'agricoltura. Nel capo è ripreso il blasone dei De Foix che furono i principali signori del luogo.

## Società

### Evoluzione demografica
Abitanti censiti